# Aconitum jaluense
Aconitum jaluense är en ranunkelväxtart. Aconitum jaluense ingår i släktet stormhattar, och familjen ranunkelväxter.

## Underarter
Arten delas in i följande underarter:
- A. j. iwatekense
- A. j. jaluense
- A. j. taigicola
- A. j. glabrescens
- A. j. triphyllum
- A. j. truncatum